# Heinrichia hildegardae
Heinrichia hildegardae är en stekelart som beskrevs av Tereshkin 1996. Heinrichia hildegardae ingår i släktet Heinrichia och familjen brokparasitsteklar. Inga underarter finns listade i Catalogue of Life.